# Triple Play (sorozat)
A Triple Play baseballvideojáték-sorozat, melyet az Extended Play, az EA Canda, a Treyarch és a Pandemic Studios fejlesztett és az EA Sports jelentett meg. A sorozat első tagja, az Triple Play 96 1995. március 18-án jelent meg Sega Genesisre, míg utolsó játéka, a Triple Play 2002 2002. március 11-én PlayStation 2-re és Xboxra. A sorozat utódja az EA Canada által fejlesztett MVP Baseball.

## Játékok
| Cím                                                                                      | Részletek |
| ---------------------------------------------------------------------------------------- | --- |
| Triple Play 96 Első megjelenés: - US 1995. március 18.                                   | Megjelenés platformok szerint: 1995—Sega Genesis |
| Triple Play 96 Első megjelenés: - US 1995. március 18.                                   | Megjegyzések: - az Extended Play Productions fejlesztette és az Electronic Arts jelentette meg az EA Sports sportdivíziója alatt - a játékhoz a Major League Baseball Players Association-licencét megváltották, azonban a Major League Baseballét már nem - a játék kommentátora Michael J. Sokyrka |
| Triple Play 97 Első megjelenés: - US 1996. február 16. - JP 1997. január 17. (PS)        | Megjelenés platformok szerint: 1996—PlayStation, Sega Genesis, Windows |
| Triple Play 97 Első megjelenés: - US 1996. február 16. - JP 1997. január 17. (PS)        | Megjegyzések: - az Extended Play Productions fejlesztette és Észak-Amerikában az Electronic Arts jelentette meg az EA Sports sportdivíziója alatt, Japánban pedig az Electronic Arts Victor - a játékhoz az elődjével ellentétben a Major League Baseball-licencet is kiváltották - a játék kommentátora Jim Hughson - a játék borítóján Tony Gwynn San Diego Padres-jobbkülső szerepel |
| Triple Play 98 Első megjelenés: - US 1997. április 30. - JP 1997. szeptember 25. (PS)    | Megjelenés platformok szerint: 1997—PlayStation, Windows |
| Triple Play 98 Első megjelenés: - US 1997. április 30. - JP 1997. szeptember 25. (PS)    | Megjegyzések: - az EA Canada fejlesztette és Észak-Amerikában az Electronic Arts jelentette meg az EA Sports sportdivíziója alatt, Japánban pedig az Electronic Arts Victor - a játék kommentátora Jim Hughson, szakkommentátora Buck Martinez - a játék észak-amerikai borítóján Brian Jordan St. Louis Cardinals-jobbkülső szerepel |
| Triple Play 99 Első megjelenés: - US 1998. március 10.                                   | Megjelenés platformok szerint: 1998—PlayStation, Windows |
| Triple Play 99 Első megjelenés: - US 1998. március 10.                                   | Megjegyzések: - az EA Canada fejlesztette és az Electronic Arts jelentette meg az EA Sports sportdivíziója alatt - a játék kommentátora Jim Hughson, szakkommentátora Buck Martinez - a játék borítóján Alex Rodriguez Seattle Mariners-beálló szerepel |
| Triple Play 2000 Első megjelenés: - US 1999. február 28.                                 | Megjelenés platformok szerint: 1999—Nintendo 64, PlayStation, Windows |
| Triple Play 2000 Első megjelenés: - US 1999. február 28.                                 | Megjegyzések: - a Treyarch fejlesztette és az Electronic Arts jelentette meg az EA Sports sportdivíziója alatt - a játék kommentátora Jim Hughson, szakkommentátora Buck Martinez - a játék borítóján Sammy Sosa Chicago Cubs-jobbkülső szerepel |
| Triple Play 2001 Első megjelenés: - US 2000. március 14. - EU 2000. (GBC)                | Megjelenés platformok szerint: 2000—Game Boy Color, PlayStation, Windows |
| Triple Play 2001 Első megjelenés: - US 2000. március 14. - EU 2000. (GBC)                | Megjegyzések: - a Treyarch fejlesztette és az Electronic Arts jelentette meg az EA Sports sportdivíziója alatt - a Game Boy Color-verzió Európában a THQ forgalmazásában jelent meg - a játék kommentátora Jim Hughson, szakkommentátora Buck Martinez - a játék borítóján Mike Piazza New York Mets-elkapó szerepel |
| Triple Play Baseball Első megjelenés: - US 2001. február 27.                             | Megjelenés platformok szerint: 2001—PlayStation, PlayStation 2, Windows |
| Triple Play Baseball Első megjelenés: - US 2001. február 27.                             | Megjegyzések: - a Treyarch fejlesztette és az Electronic Arts jelentette meg az EA Sports sportdivíziója alatt - a PlayStation- és a Windows-verziók kommentátora Jim Hughson, szakkommentátora Buck Martinez. A PlayStation 2-kiadáson Hughsont Sean McDonough váltotta - a játék borítóján Jason Giambi Oakland Athletics-egyesvédő szerepel |
| Triple Play 2002 Első megjelenés: - US 2002. március 11. - JP 2002. szeptember 26. (PS2) | Megjelenés platformok szerint: 2002—PlayStation 2, Xbox |
| Triple Play 2002 Első megjelenés: - US 2002. március 11. - JP 2002. szeptember 26. (PS2) | Megjegyzések: - a Pandemic Studios fejlesztette és az Electronic Arts jelentette meg az EA Sports sportdivíziója alatt - a játék kommentátora Bob Costas, szakkommentátora Harold Reynolds - a játék észak-amerikai borítóján Luis Gonzalez Arizona Diamondbacks-balkülső, míg a japánon Nomo Hideo és Isii Kazuhisza Los Angeles Dodgers-kezdődobók, Szuzuki Icsiró Seattle Mariners-jobbkülső, Szaszaki Kazuhiro és Haszegava Sigetosi Seattle Mariners-felváltó dobók és Sindzsó Cujosi San Francisco Giants-kezdődobó szerepel |